# Moby
Pour les articles homonymes, voir Moby (homonymie), Richard Hall, Melville et Hall.
Richard Melville Hall (né le 11 septembre 1965 à New York), mieux connu sous le nom de scène Moby, est un auteur-compositeur-interprète, musicien, producteur, DJ, photographe et activiste américain. Multi-instrumentiste, il chante, joue de la guitare, des claviers, de la basse et des percussions. L'artiste aborde, à travers la musique électronique, une multiplicité de genres musicaux où il puise son inspiration aussi bien dans la techno, que dans le blues ou le rock. Moby est l'une des figures de la dance des années 1990. Il compte plus de 20 millions d'albums vendus à travers le monde. Artiste engagé, il est aussi connu pour son véganisme, sa défense des droits des animaux et ses opinions démocrates.
Avant d'avoir acquis sa notoriété, Moby produit sa musique sous différents pseudonymes tels que Voodoo Child, Barracuda, UHF, The Brotherhood, Schaumgummi, DJ Cake, Lopez, Brainstorm and Mindstorm, et The Pork Guys. Ses premiers succès comme Go en 1990 et l'album Everything is Wrong en 1995 l'ont fait connaître dans le milieu des musiques électroniques comme la techno ou l'ambient. Après une période tournée vers le punk rock, son succès international débute avec l'album Play en 1999 tourné vers l'electronica et le downtempo, composé de succès tels que Porcelain, Natural Blues et Why Does My Heart Feel So Bad? et vendu à dix millions d'exemplaires dans le monde. Il est suivi par 18 en 2002 qui poursuit cette même sonorité et est vendu à cinq millions d'exemplaires dans le monde. Il se penche vers le rock alternatif pour Hotel en 2005, vendu à deux millions d'exemplaires. Il retourne à ses débuts dance avec Last Night en 2008 et à l'ambient avec Wait for Me en 2009. Après ses albums Destroyed en 2011 et Innocents en 2013, il forme en 2016 un groupe engagé nommé The Void Pacific Choir.
Il a collaboré, produit et remixé avec des artistes internationalement connus tels que David Lynch, New Order, A$AP Rocky, The B-52's, Brian Eno, Erasure, Metallica, Soundgarden, The Prodigy, David Bowie, Ferry Corsten, Mylène Farmer, Sinéad O'Connor, Public Enemy, Plastikman, The Rolling Stones, Daft Punk, Pet Shop Boys, Skylar Grey, Jean-Michel Jarre, et Indochine.

## Biographie

### Enfance
Richard Melville Hall naît le 11 septembre 1965 dans le quartier de Harlem à New York. Il est le fils de James Hall, professeur de chimie, et d'Elizabeth McBride Warner, secrétaire médicale. Ses parents le surnomment Moby car son arrière-arrière-arrière grand-oncle serait Herman Melville, l’auteur du célèbre roman Moby Dick.

### Apprentissage musical (1978–1982)
Dans les mois qui suivent sa naissance, Moby vit avec ses parents dans un appartement de New York avec une chienne appelée Jamie, un chat et trois rats de laboratoire. Il a à peine deux ans lorsque son père meurt dans un accident de la route. En 1969, après un passage dans le San Francisco hippie du Summer of Love, Richard et sa mère emménagent chez les grands-parents, Myron Warner et Jeanette McBride Warner, dans une maison cossue de Darien dans le Connecticut[réf. nécessaire].
En 1973, il fréquente la Royal Grammar School et son meilleur ami est, à cette époque, Robert Downey Jr.[réf. nécessaire]. Deux ans plus tard, il commence à jouer de la guitare : il a dix ans. Il se perfectionne et monte en 1979 son premier groupe, qui ne sait jouer que Money des Pink Floyd et Birthday des Beatles. Optant pour un genre musical radical, Moby forme son premier groupe punk, les Vatican Commandos, en 1980 comme guitariste.

### Vers la scène techno (1983–1990)
Tout en gardant l'agressivité des débuts, il s’ouvre vers d’autres styles de musique et reçoit en 1983 son premier enregistreur quatre pistes qu'il installe dans la cave de sa mère. Il entre à l'université de Connecticut dont il ressort vite, dès 1984, pour s’installer comme DJ au Beat à Port Chester dans l'État de New York.
En 1986, Moby déménage de Darien à Greenwich et squatte d’abord dans un vaste hangar, puis à Stamford dans une usine à moitié abandonnée et sans eau courante, tout en s’imposant comme DJ résident au club Mars de New York. En 1989, il éveille l'intérêt d’un nouveau label new-yorkais, Instinct Records. Le musicien finit par emménager dans un appartement sombre et sale de New York, au croisement de la 14e Rue et de la Troisième Avenue. La même année, il connaît un premier succès d’estime avec le groupe Ultra Vivid Scene, dont l'album sort sur le label 4AD.

### Scène électro (1991–1998)
Moby grave son premier disque Time's Up au sein du combo The Brotherhood en 1990, mais ce sont ses performances scéniques qui contribuent à sa renommée croissante. En 1991, sort le single Go (un hymne techno dont la ligne de basse est un sample du thème de la série télévisée de David Lynch, Mystères à Twin Peaks), qui se vend à plus d’un million d'exemplaires. Il remixe ensuite la chanson Chorus, un tube du groupe anglais Erasure.
En 1992, Moby participe à l'album Bloodline de Recoil fondé par Alan Wilder, en interprétant le titre Curse. Il retombe ensuite dans un anonymat relatif et sort des singles electro sous son nom ou des pseudonymes aussi variés que Voodoo Child, Barracuda, UHF, DJ Cake, Lopez et Brainstorm/Mindstorm. L'album Ambient paru en 1993 passe inaperçu. Le suivant, Everything is Wrong, sorti en 1995, ne connaît pas non plus un grand succès, malgré un accueil favorable de la critique et un disque d'argent en Angleterre. C'est le premier paru chez Elektra Records.
Moby publie ensuite l'album Animal Rights, le 23 septembre 1996, précédé du single controversé That's when I reach for my revolver. Le retour au punk rock voire au punk hardcore ou au synthpunk désoriente complètement les fans qui attendent un album d'ambient. Après une nécessaire remise en question, Moby revient à l’électro avec I Like to Score, une compilation de compositions dont certaines sont reprises sur des bandes originales de films, comme God Moving Over the Face of the Waters, qui illustre la scène finale du film Heat de Michael Mann, ou encore une version survitaminée du thème de James Bond. Un an après, en 1998, sa mère décède d’un cancer.

### Consécration mondiale (1999–2008)

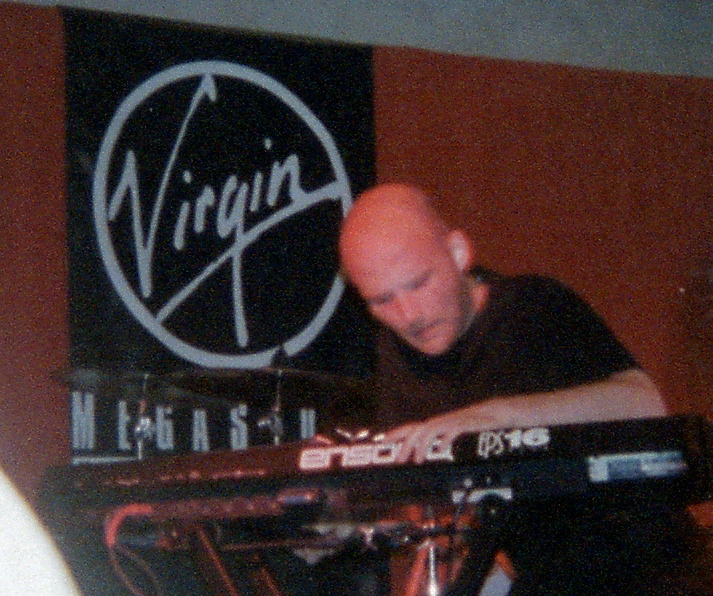
Moby en concert au Virgin Megastore de New York en 1999.

En 1999, Moby quitte Elektra Records et signe chez V2 Records. Dès le mois de juin, sort l’album Play, qui devient un succès planétaire en 2000, notamment par le titre Natural Blues, avec plus de neuf millions d'exemplaires vendus. C’est le premier album de l’histoire de la musique dont l’intégralité des morceaux est sous licence commerciale (pour des films ou des publicités).
En 2001, Moby réalise l’un de ses rêves en jouant sur scène avec son héros de jeunesse, David Bowie. Quelques mois plus tard, il est au centre d’une polémique avec le rappeur Eminem après avoir traité sa musique de misogyne et d’homophobe. Eminem le nargue dans Without Me, affirmant que « personne n’écoute de la techno » et l'imitant en se faisant jeter par terre par le rappeur Obie Trice. La querelle se poursuit aux MTV Video Music Awards de 2002 bien que Moby clame haut et fort qu’il respecte le travail d'Eminem.
Le 24 février 2002, l’artiste participe à la cérémonie de clôture des Jeux olympiques d’hiver de Salt Lake City. Le 14 mai, il publie le très attendu 18 (qui contient notamment les tubes We Are All Made of Stars, In This World et Extreme Ways, la BO de la saga Jason Bourne) puis se consacre à des projets plus confidentiels, comme l’album Baby Monkey qu’il sort sous le pseudonyme de Voodoo Child.

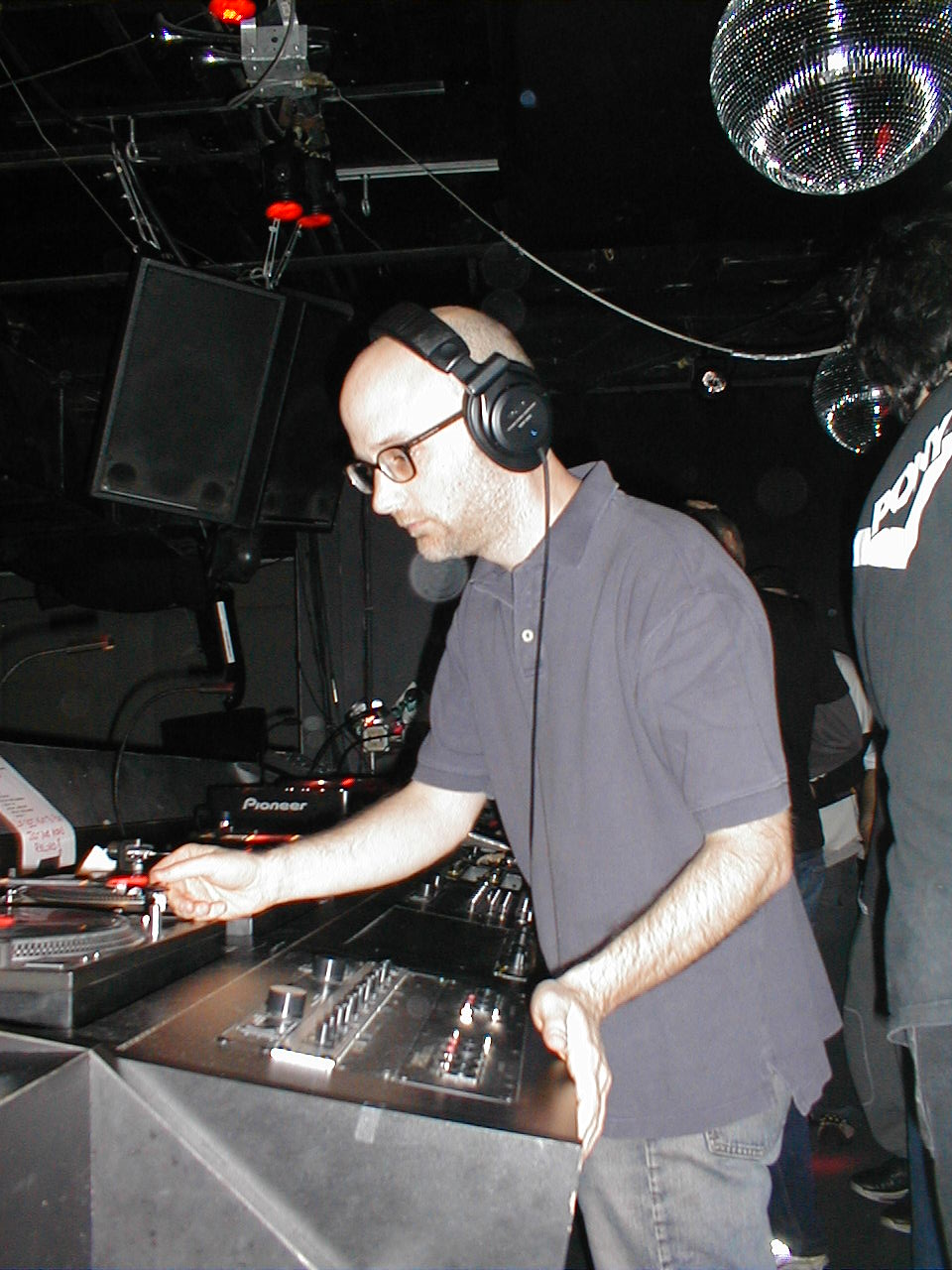
Moby à New York, en 2004.

Après s'être investi dans la campagne anti-Bush de 2004, Moby revient à ses claviers avec un nouvel album, Hotel, sorti le 14 mars 2005. Cet album plus orienté vers le rock, connaîtra le succès grâce au titre Lift Me Up.
En 2006, à l’occasion de la sortie de son best of, Moby et Mylène Farmer enregistrent en duo une reprise version new wave de Slipping Away, qui se classe no 1 en France et reçoit un disque d'or. Le titre donne lieu, sur le même album, à une version espagnole titrée Escapar', interprétée en duo avec l’artiste espagnole Amaral.
En 2008, il participe à Songs for Tibet, un album de soutien au Tibet et au Dalaï Lama Tenzin Gyatso.
Le 10 mars 2008, Moby sort l'album Last Night, incluant les singles Alice et Disco Lies, qui ne rencontre pas le succès escompté. Durant l’été 2008, il participe en tant que DJ au Showcase à Paris et aux Eurockéennes de Belfort. En novembre 2008 sort Last Night: Remixed, l'album de remix, incluant des remixes de The Shapeshifters, Freemasons, Mason, DJ Tocadisco, et Spencer and Hill. Il fait également une apparition lors de la Love Parade à Dortmund. Le 25 août 2008, Mylène Farmer sort son septième album studio, Point de suture, sur lequel elle invite Moby sur la chanson Looking for my name.

### Période calme (2009–2015)

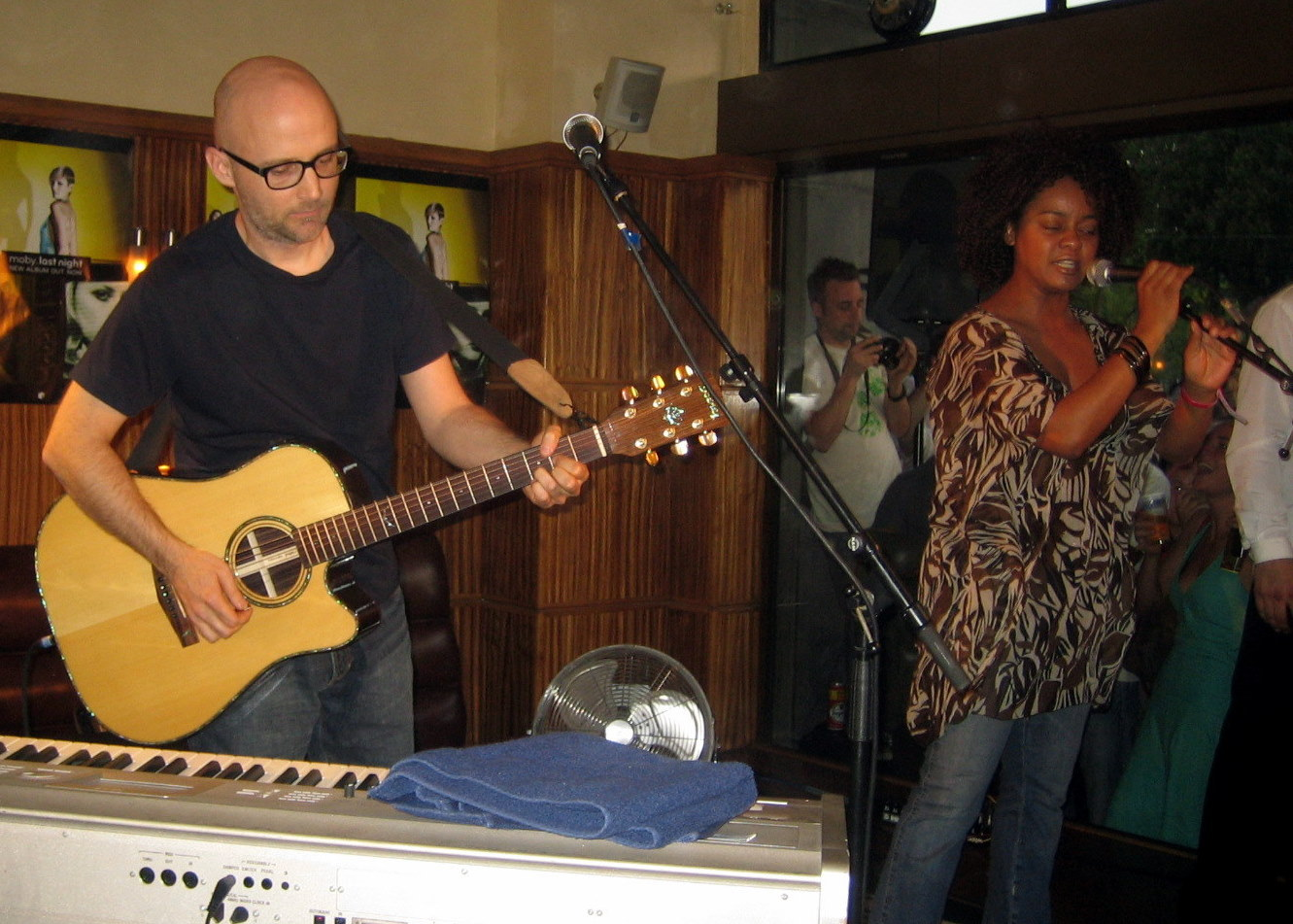
Moby et la chanteuse Joy Malcolm lors d’un concert acoustique surprise au café Belga (Bruxelles) en mai 2008.

En 2009, il sort Wait for Me (dont il a dessiné la jaquette) qui reprend un style plus calme et intimiste. L'album est publié sous son propre label, Little Idiot, pour une liberté de création totale. Le premier single est Shot in the Back of the Head dont le clip est réalisé par David Lynch. En 2010, sort Wait for Me. Remixes, incluant des remixes notables de Tiësto, Carl Cox, Laidback Luke, et Paul Kalkbrenner. À partir du 3 juillet 2009, Moby est « rock DJ résident » sur Virgin Radio tous les vendredis soir à minuit depuis un studio New-yorkais. Durant l'été, il se produit à Tomorrowland.
Il écrit sept titres de l'album Bleu noir de Mylène Farmer, qui sort le 6 décembre 2010 et sera certifié disque de diamant en France. Il forme ensuite un groupe de metal nommé Diamondsnake. Peu après la sortie de l'EP Be the One, Moby sort un nouvel album, Destroyed, le 16 mai 2011. Cet album (dont il a photographié la couverture à l'aéroport de La Guardia) est composé pendant ses insomnies et a pour thème le monde de la nuit. Il réalise alors une tournée mondiale avec une date à Paris. En 2012 sort Destroyed Remixed, incluant des remixes de Paul van Dyk, Sasha, Ferry Corsten, Basto, et Bassjackers.

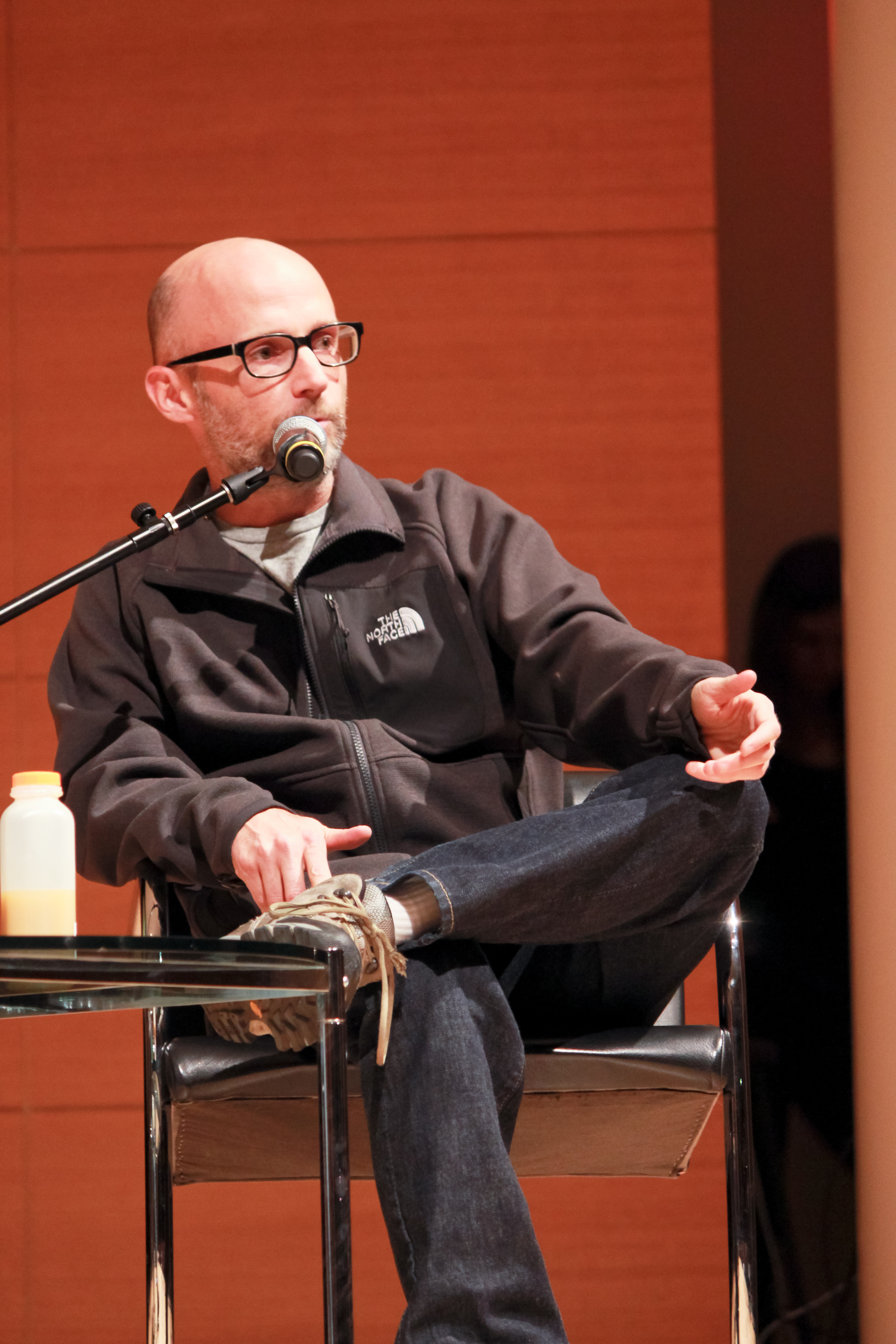
Moby en 2011 en conférence pour la promotion du livre de Destroyed.

L'album Innocents, lancé par le morceau A Case for Shame avec Cold Specks, sort le 30 septembre 2013 et contient de nombreuses collaborations avec Skylar Grey, Spike Stent, Wayne Coyne, Mark Lanegan, et Damien Jurado. Mais, le succès n'est pas au rendez-vous. Il réalise seulement trois concerts pour promouvoir l'album du 3 au 5 octobre au théâtre Fonda, à Los Angeles. La captation sera publiée sur l'album Almost Home, Live At the Fonda, LA l'année suivante.
En 2014, Moby collabore avec Lucky Date sur le morceau big room Delay, sorti sur Spinnin'. Il sort ensuite une réédition de l'album Hotel: Ambient et apparaît sur le morceau Moonlit Sky de l'album de Robin Schulz Sugar, et sur le morceau Suns Have Gone de l'album de Jean-Michel Jarre Electronica 1: The Time Machine.

### Période engagée (depuis 2016)

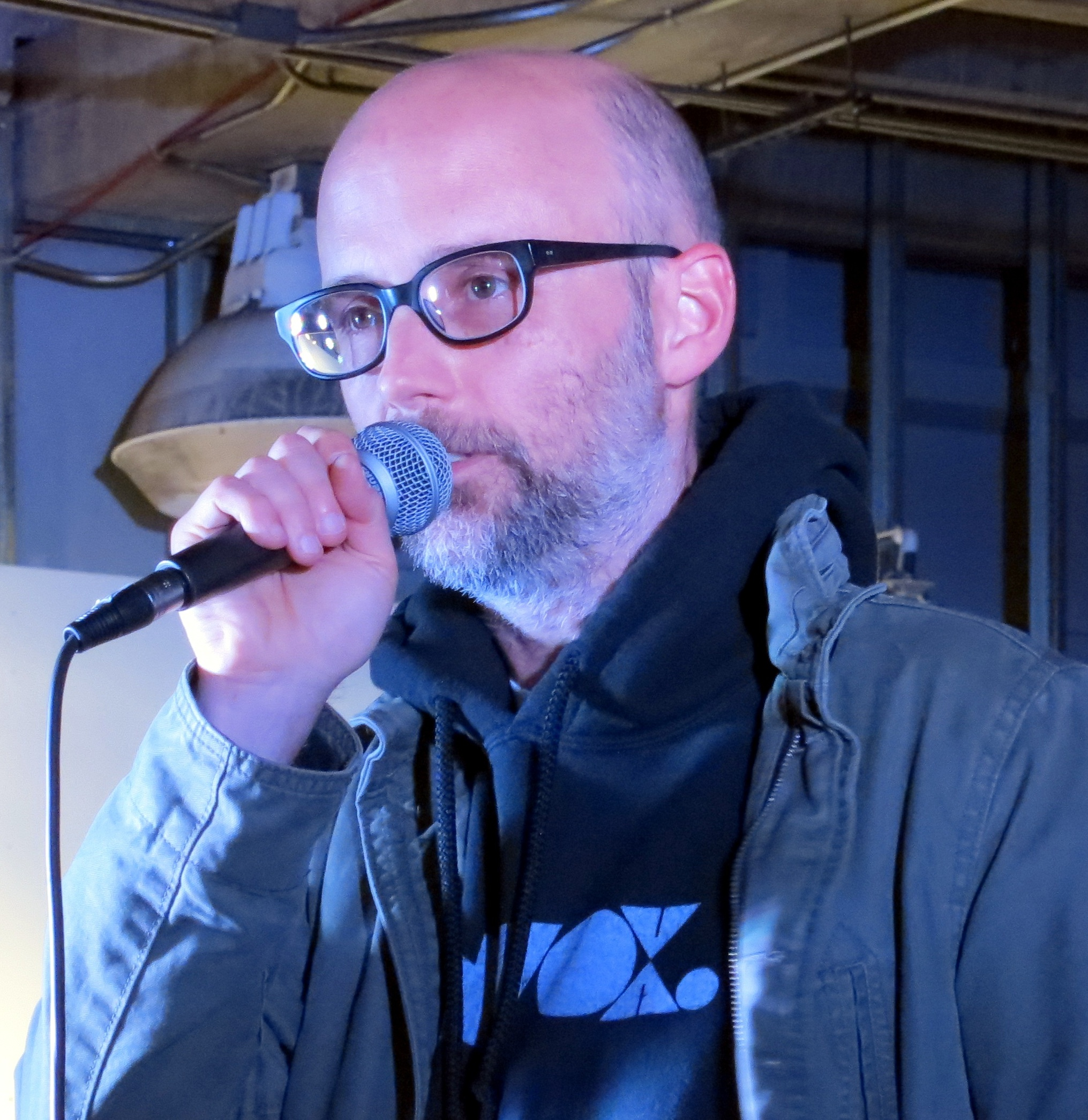
Moby prononçant un discours contre les inégalités en 2011.

En 2016, à la suite de la fermeture de TeaNY à New York, il fonde son propre restaurant végane à Los Angeles nommé Little Pine, et publie gratuitement sur le site du restaurant l'album instrumental Long Ambients 1: Calm. Sleep. En mai, il sort son second livre, Porcelain, dans lequel il retrace sa vie entre 1989 et 1999. Le livre est accompagné de la compilation Music From Porcelain dans lequel participent les principaux morceaux de ses débuts et ceux qui l'ont influencé.
Un nouvel album, These Systems Are Failing, sort le 14 octobre 2016 avec son nouveau groupe, The Void Pacific Choir. Un concert est donné au théâtre Fonda pour promouvoir l'album lors du Circle V Festival, festival vegan qu'il a organisé et dont l'hymne est le morceau Don't Leave Me. Le single principal est Are You Lost In the World Like Me? dont le clip est une animation dénonçant l'addiction au smartphone. Ce projet marque le retour de Moby au punk rock, délaissé depuis l'album Animal Rights, et à son engagement contre la souffrance animale, le réchauffement climatique et la candidature de Donald Trump à l'élection présidentielle américaine de 2016.
Le 12 juin 2017, Moby publie un second album avec The Void Pacific Choir, More Fast Songs About Apocalypse, qui s'engage fermement contre l'administration Trump, pour le véganisme et critique la situation socio-politique mondiale. Il a été rendu disponible en téléchargement gratuit. Moby déclare alors qu'il se considère de plus en plus comme un activiste, un militant engagé et de moins en moins comme un artiste.
L'album Everything Was Beautiful and Nothing Hurt sort le 3 mars 2018, marquant un retour à l'électro dans un style trip hop rappelant Play. Cet album, porté par le single Like a Motherless Child, verra les bénéfices reversés aux associations de défense des droits animaliers. Le 15 mars 2019 sort l'album Long Ambients 2, propice à la méditation et rendu disponible sur le programme de méditation en ligne Calm.
Le deuxième tome de son autobiographie, Then It Fell Apart paraît la même année et sa descente aux enfers entre 1999 et 2009. Le livre connaît un retentissement médiatique car Moby détaille qu'il a entretenu à cette période des aventures avec des célébrités comme Christina Ricci, Lana Del Rey ou Natalie Portman (qui a démenti cette histoire).
Le 15 mai 2020, il sort l'album All Visible Objects dans lequel il reprend la musique engagée en faveur des animaux et dont les bénéfices sont reversés à des associations de protection animale. Le single principal est Power is Taken, une collaboration avec D. H. Peligro. En 2021, Moby se raconte à la première personne dans le documentaire Moby Doc réalisé par Robert Bralver. Le 8 septembre 2022, il collabore avec Nicola Sirkis du groupe Indochine avec le titre intitulé This is Not our World. Dans le clip, on peut voir les deux chanteurs ainsi que des allusions à des événements tragiques de la société. La défense animale et les événements climatiques en sont les principaux sujets.
En 2024, à l'occasion des 25 ans de la sortie de Play, Moby annonce une tournée européenne débutant en septembre dont l'ensemble des bénéfices sera reversé à des organisations de défense des droits des animaux.

## Participation et engagement
Sur son site web officiel, Moby ne cache pas ses engagements politiques (démocrate idéaliste, il a soutenu activement John Kerry lors des présidentielles américaines de novembre 2004), religieux (chrétien non-conformiste, il s’est fait tatouer une croix dans la nuque) ou en faveur des animaux (activiste vegan, il participe à de nombreuses actions et a signé la bande originale de Earthlings).
Il est également la figure emblématique de la défense de la neutralité des sociétés américaines sur Internet et opposé à une évolution de ce dernier vers des services de plus en plus restreints pour les internautes les moins aisés. Le musicien résidait depuis plus de dix ans à New York à côté de chez David Bowie et a fondé avec l’une de ses amies un petit salon de thé végétalien, TeaNy (jeu de mots sur New York et les mots anglais tiny (petit) et tea (thé)).
Ami fidèle de David Lynch, Moby participe au concert de bienfaisance en faveur de la Fondation David-Lynch qui fait la promotion de la Méditation transcendantale pour résoudre les problèmes de violence à l’école. Ce concert rassemble de nombreux artistes parmi lesquels Paul McCartney, Ringo Starr, Mike Love, Sheryl Crow, et Eddie Vedder de Pearl Jam, Donovan et Ben Harper pour l’occasion d’un concert au Radio City Music Hall de New York le 4 avril 2009,. La soirée est intitulée « Change Begins Within / le changement commence de l’intérieur ». Les bénéfices récoltés doivent servir à enseigner la méditation transcendantale à un million d’enfants à risque de par le monde.

## Autres activités artistiques
Richard Melville est attiré par les arts non tactiles, de « mise à distance », suscitant selon lui le plus d'émotion. Outre les formes de musique et de composition, la photographie, le design et l'architecture sont bien plus que des hobbies.
Il s'intéresse particulièrement à la photographie d'architecture. Toujours fervent d'open space et de partage d'expériences, il a créé le site web mobylosangelesarchitecture.com, consacré exclusivement à la photographie d'architecture et d'urbanisme.

## Jeux vidéo
Sa chanson Bodyrock fait partie de la bande originale du jeu de football FIFA 2001 et du jeu de course TD Overdrive: The Brotherhood of Speed (en). Il compose également une partie des morceaux d'un Extended play (EP) fourni dans l’édition collector du jeu BioShock (2007). La musique du menu de Asphalt: Urban GT 2 est sa chanson Lift Me Up. Dans Asphalt 9: Legends figure le titre Hey! Hey! Sa chanson Ooh yeah est utilisée dans le jeu Chime.

## Discographie

### Albums studio
- 1992 : Moby
- 1993 : Ambient
- 1995 : Everything is Wrong
- 1996 : Animal Rights
- 1999 : Play
- 2002 : 18
- 2005 : Hotel
- 2008 : Last Night
- 2009 : Wait for Me
- 2011 : Destroyed
- 2013 : Innocents
- 2016 : Long Ambients 1: Calm. Sleep.
- 2016 : These Systems Are Failing
- 2017 : More Fast Songs About Apocalypse
- 2018 : Everything Was Beautiful and Nothing Hurt
- 2019 : Long Ambients 2 (en)
- 2020 : All Visible Objects
- 2021 : Reprise (en)
- 2022 : Ambient 23 (en)
- 2023 : Resound NYC (en)
- 2024 : Always Centered at Night

## Filmographie

### Cinéma

#### En tant qu'acteur
- 1996 : Joe’s Apartment
- 2006 : American Hardcore
- 2009 : Suck

#### En tant que compositeur original
- 1997 : Demain ne meurt jamais (remix du thème de James Bond).
- 1998 : Go
- 2006 : Southland Tales

#### Titres réutilisés
- 1995 : Heat de Michael Mann - New Dawn Fades / God Moving over the Face of the Waters
- 1996 : Scream de Wes Craven - First Cool Hive
- 1999 : La Plage de Danny Boyle - Porcelain / Play the B-Sides
- 1999 : L'Enfer du dimanche de Oliver Stone - Find My Baby / Graciosa / My Weakness
- 2000 : 60 secondes chrono de Dominic Sena - Flower / Play the B-Sides
- 2002 : La Mémoire dans la peau de Doug Liman - Extreme Ways
- 2003 : Basic de John McTiernan - Natural Blues
- 2003 : Moby Presents: Alien Sex Party - Dildo Head
- 2004 : La Mort dans la peau de Paul Greengrass - Extreme Ways
- 2005 : Sept Ans de séduction de Nigel Cole - Bodyrock
- 2006 : Miami Vice : Deux Flics à Miami de Michael Mann - One of These Mornings
- 2007 : La Vengeance dans la peau de Paul Greengrass - Extreme Ways
- 2011 : Les Trois Prochains Jours de Paul Haggis - Division / Be the One / Mistake / Sweet Dreams
- 2012 : Jason Bourne : L'Héritage de Tony Gilroy - Extreme Ways (The Bourne Legacy Remix)
- 2013 : Trance de Danny Boyle - The Day
- 2014 : Equalizer de Denzel Washington - The Equalizer
- 2014 : Délivre-nous du Mal, de Scott Derrickson, When It's Cold I'd Like to Die - Everything is Wrong (fin du film où il retrouve sa femme et sa fille)
- 2016 : Jason Bourne de Paul Greengrass - Extreme Ways
- 2016 : Juste la fin du monde de Xavier Dolan - Natural Blues

### Séries télévisées
- 2000 : X-Files : Aux frontières du réel, de Chris Carter :
  - My Weakness - Play fait partie de la bande sonore du onzième épisode de la saison 7 (Délivrance 2e partie).
  - The Sky Is Broken - Play fait partie de la bande sonore du dix-septième épisode de la saison 7 (Existences).
- 2002 : FBI Portés disparus, de Hank Steinberg, One of These Mornings - Album 18 dans l'épisode 5 de la saison 1 (Suspect) et l'épisode 5 de la saison 2 (L'imitateur)
- 2005 : Cold Case : Affaires classées, de Meredith Stiehm, Why Does My Heart Feel So Bad ? - Play dans l'épisode six de la saison 3 (Le dernier des cinq).
- 2006 : Prison Break de Paul Scheuring - Slipping Away/Crier la vie avec Mylène Farmer
- 2006 : Les Experts : Manhattan, d'Anthony E. Zuiker, I'm Not Worried At All - 18 dans l'épisode cinq de la saison 3 (Œdipus Hex).
- 2006 : Les Soprano, de David Chase, When it's cold I'd like to die - Everything is Wrong à la fin du deuxième épisode de la saison 6 (Join the club)
- 2007 : Gossip Girl, de Josh Schwartz, Ooh Yeah - Last Night fait partie de la bande sonore du douzième épisode de la saison 1 (School Lies).
- 2007 : Bionic Woman, de David Eick, First Cool Hive - I Like to Score dans l'épisode final de l'unique saison (Do not disturb).
- 2009 : Cold Case : Affaires classées, de Meredith Stiehm, In this world - 18 dans le troisième épisode de la saison 7 (Jurisprudence).
- 2012 : Person of Interest, de Jonathan Nolan, One of these mornings - 18 dans l'épisode huit de la saison 2 (Til Death).
- 2013 : The Originals, de Julie Plec, A Case For Shame - Play dans l'épisode trois de la saison 1 (Trangled Up in Blue).
- 2014 : Person of Interest, de Jonathan Nolan, The violent bear it away - Destroyed à la fin de l'épisode douze de la saison 4 (Control-Alt-Delete).
- 2015 : Fear the Walking Dead, de Robert Kirkman, Wait For Me à la fin de l'épisode deux de la première saison (So Close, Yet So Far).
- 2016 : Stranger Things, de Matt Duffer et Ross Duffer, When It's Cold I'd Like To Die à la fin du dernier épisode de la première saison (Chapter Eight: The Upside Down).
- 2017 : Bones, de Hart Hanson, Almost Home - Innocents à la fin du tout dernier épisode de la série (The End in the End).
- 2019 : Chambers, de Leah Rachel et Akela Cooper, Porcelain - au début de l'épisode 8, pendant la soirée (Une dose héroïque).

### Documentaires
- Earthlings de Shaun Monson. La bande originale reprend des classiques de Moby et il a composé certains morceaux exclusifs.
- Sharkwater de Rob Stewart. Le morceau The Rafters de l'album 18 y est utilisé comme générique de fin.

## Émissions de radio
Le titre Porcelain constitue le générique de l'émission À toute allure, diffusée sur France Inter dans les années 2000 et présentée par Gérard Lefort et Marie Colmant.

## Publicité
Le début du titre Porcelain est utilisé entre 2001 et 2004 comme jingle publicitaire de la chaîne de télévision espagnole TVE 1.

## Distinctions
- Country Music DJ Hall of Fame (2012)
- Grammy Awards : 3 nominations
- MTV Europe Music Awards : 2 trophées et 4 nominations
- MTV Video Music Awards : 1 trophée et 1 nomination

## Ouvrages
- 2011 : Destroyed, Damiani
- 2016 : Porcelain, Éditions du Seuil